# D. J. 어거스틴

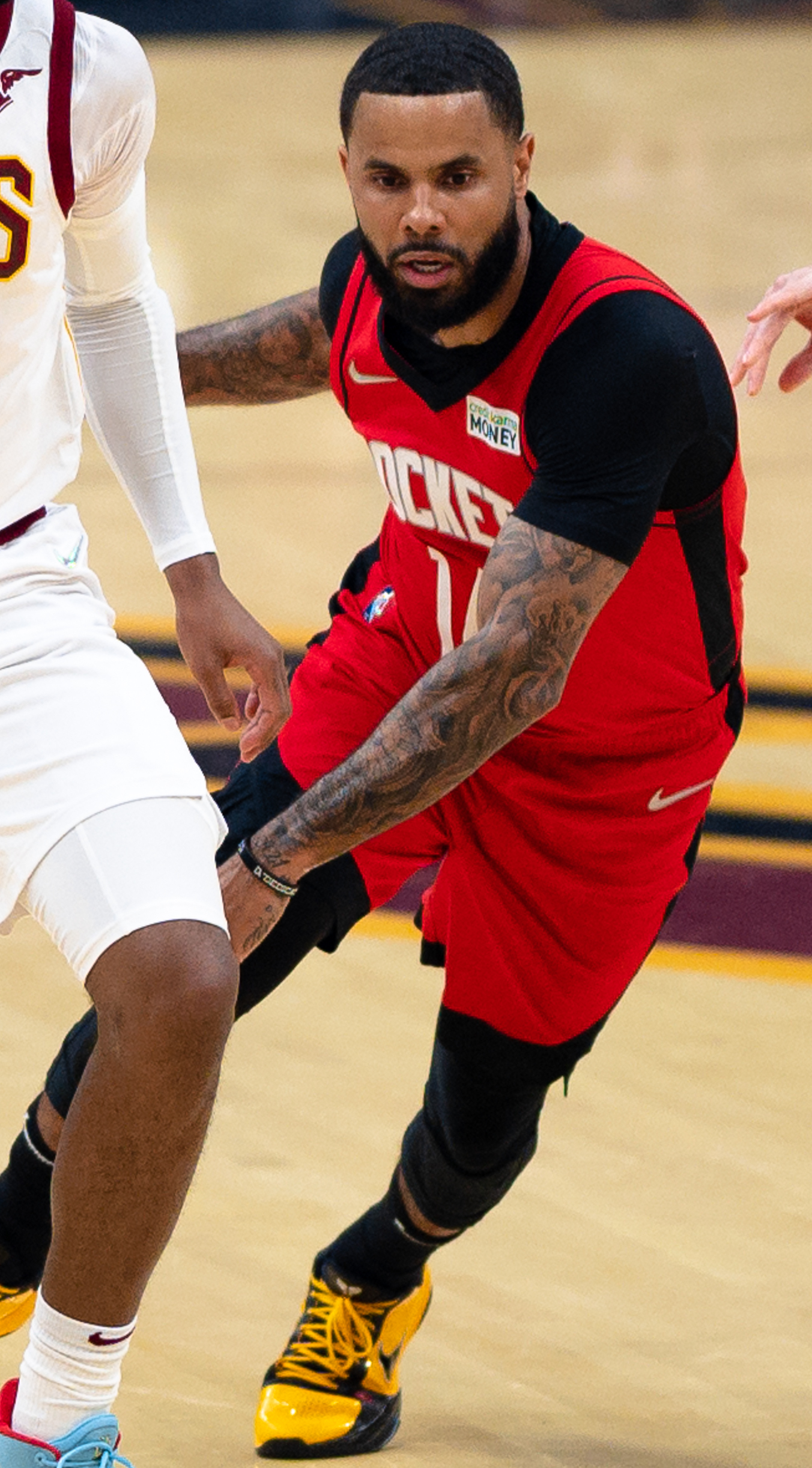
휴스턴 로키츠에서의 어거스틴

D. J. 어거스틴(D. J. Augustin, 본명: Darryl Gerard "D. J." Augustin Jr., 1987년 11월 10일 ~ )는 전미 농구 협회(NBA)의 로스앤젤레스 레이커스에서 마지막으로 뛰었던 미국 프로 농구 선수이다. 2006년부터 2008년까지 텍사스 롱혼스(Texas Longhorns)에서 대학 농구를 했다. 2008년 NBA 드래프트에서 샬럿 밥캣츠(Charlotte Bobcats)에 의해 전체 9순위로 드래프트되었다.

## 어린 시절
어거스틴은 루이지애나주 뉴올리언스에서 태어났다. 그의 가족은 2005년 허리케인 카트리나로 인해 뉴올리언스에서 쫓겨났다. 텍사스주 미주리시에 있는 하이타워 고등학교에서 3학년을 보냈다. 그러나 그는 뉴올리언스의 마틴 고등학교(Brother Martin High School)에서 졸업장을 받았으며, 2006년 5월 28일 텍사스 휴스턴의 도요타 센터에서 열린 하이타워 급우들과 함께 졸업식에 참석했다. 브라더 마틴에 있는 동안 어거스틴은 팀을 두 번의 주 챔피언십으로 이끌었다.
하이타워에 있는 동안 어거스틴은 정확한 패스와 정확한 슈팅으로 하이타워 충실한 사람들을 감동시켰다. 허리케인으로서의 그의 첫 경기는 매디슨 고등학교(Madison High School)를 상대로 한 것이었고 어거스틴은 83-59 승리에서 29 득점, 8 리바운드, 14 어시스트로 꽉 찬 집과 TV 카메라 앞에서 트리플 더블을 거의 성공시킬 뻔했다. 그는 탈락하기 전에 하이타워를 플레이 오프 3 라운드로 이끌었고 시즌을 26-4로 끝냈다. 어거스틴은 시즌이 끝난 후 20-5A 지구 MVP로 선정되고, 올해의 휴스턴 크로니클 선수로 선정되었으며, 첫 번째 팀은 그레이터 휴스턴으로, 첫 번째 팀은 모든 주 팀으로 선정되면서 수많은 영예를 얻었다. 어거스틴은 맥도널드 올 아메리칸(McDonald 's All American)으로 지명되어 고등학교 경력을 마쳤으며 곧 텍사스에서 팀 동료가 될 케빈 듀랜트를 상대로 서부 팀의 포인트 가드로 시작했다. 그는 또한 4번째 팀 퍼레이드 올아메리칸(Parade All-American)이기도 했다.
라이벌스닷컴(Rivals.com)에서 4성급 영입으로 간주된 어거스틴은 2006년 미국 내 포인트 가드 6위이자 49위 선수로 선정되었다.